# 埼玉県立浦和図書館

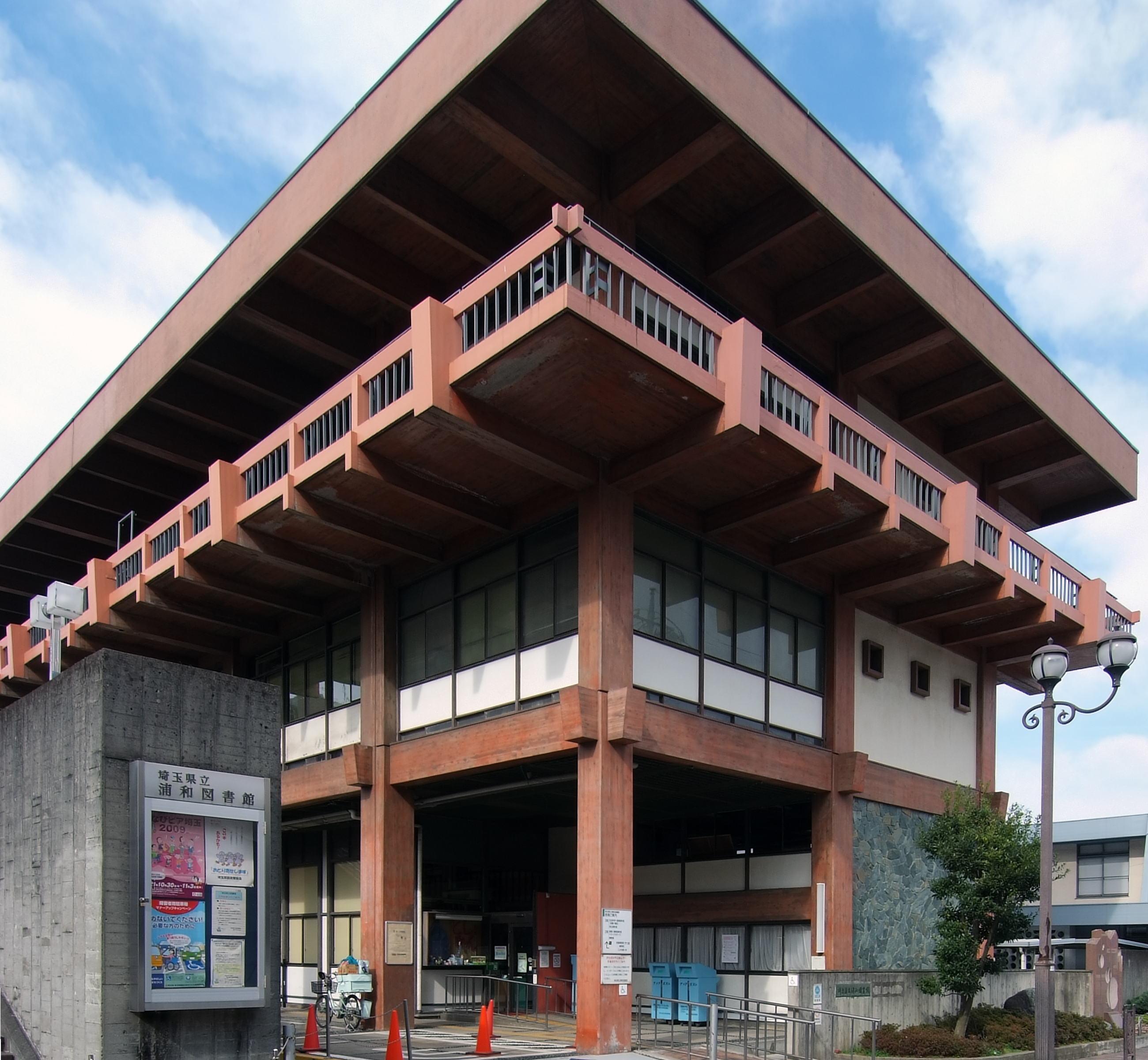
埼玉県立浦和図書館

埼玉県立浦和図書館（さいたまけんりつうらわとしょかん）は、かつて埼玉県さいたま市浦和区高砂三丁目1番22号に存在した県立図書館である。閉館後は埼玉県立文書館内に埼玉県立熊谷図書館浦和分室が設置されている。

## 概要
この場所にあった旧女子師範学校（三条実美によって鳳翔閣と名付けられた）を改装して埼玉県立図書館本館とした。その後老朽化し現在の建物が建設された。先代の鳳翔閣の建物は現在、さいたま市立浦和博物館の建物として一部が復元されている。
老朽化や、さいたま市図書館の本館機能を持つ中央図書館が近隣のストリームビル内にあること、中央図書館以外にも武蔵浦和図書館・北浦和図書館・南浦和図書館・与野南図書館など市立図書館が多数設置されており、代替できる図書館が多いことなどから閉館が決まった。
『北のカナリアたち』や『ソロモンの偽証』といった映画作品のロケーション撮影地として使用されたことがある。

## 沿革
- 1914年（大正3年）1月 - 浦和簡易図書館（私立）が玉蔵院そばに開館。1924年7月に閉館し、蔵書は浦和町立少年図書館（同年9月に開館）が承継する。
- 1922年（大正11年）10月1日 - 浦和町に埼玉県教育会立埼玉図書館が開館。そのため浦和市立図書館の開館は1974年まで遅れた。
- 1924年（大正13年） - 県に移管され県立埼玉図書館となる。
- 1951年（昭和26年）3月 - 埼玉県立図書館に改称。
- 1960年（昭和35年） - 改築[2]。
- 1969年（昭和44年）4月1日 - 埼玉県立図書館内に文書課を設置して、埼玉県立図書館付設文書館を開館（館舎は埼玉県立図書館内に併設）。
- 1970年（昭和45年）3月 - 埼玉県立浦和図書館に改称。
- 1975年（昭和50年）4月1日 - 浦和図書館付設文書館を埼玉県立文書館として分離独立させる。
- 1983年（昭和58年）4月1日 - 埼玉県立文書館の独立館舎が竣工し、浦和図書館から移転する。
- 2015年（平成27年）
  - 3月31日 - 館舎の老朽化・狭隘化・耐震強度不足・バリアフリー未対応。また、さいたま市図書館の充実化による利用者減少を理由に閉館[3][2]。
  - 6月11日 - 埼玉県立文書館内に、県立図書館の窓口サービスを行う県立熊谷図書館浦和分室がオープン[4]。
- 2016年（平成28年）9月 - 建物の解体に着手。2017年2月に更地化された。跡地として2020年（令和2年）3月に埼玉会館広場を開設した[5]。

## データ
- 所蔵図書 - 464,556冊
- 点字録音資料 - 3,083タイトル

資料は基本的に埼玉県立熊谷図書館に移管され、一部の資料は2013年3月に閉校した比企郡ときがわ町の埼玉県立玉川工業高等学校の校舎に保管される。

## アクセス
- 東日本旅客鉄道（JR東日本）各線「浦和駅」下車、西口より徒歩7分。

## 周辺

### 道路
- 国道463号（県庁通り、旧中山道）
- さくら草通り - 浦和駅西口の浦和コルソから旧中山道を横断して当図書館の南隣にある埼玉会館に至る歩行者専用道路。

### 施設
- 埼玉会館 - 南側に隣接している。
- 玉蔵院
- 浦和ロイヤルパインズホテル
- 埼玉県庁